# Esprit Antoine Gibelin
Pour les articles homonymes, voir Gibelin.
Esprit Antoine Gibelin, né à Aix-en-Provence le 17 août 1739 et mort à Aix-en-Provence le 23 décembre 1813, est un peintre et archéologue français.

## Biographie
Élève de Claude Arnulphy à Aix-en-Provence, Esprit Antoine Gibelin part en Italie où il séjourne dix ans. Il se spécialise dans la peinture monochrome à fresque. Il obtient un prix à l'Académie de Parme pour Achille combat le fleuve Scamandre. En 1771, il vient à Paris où il est chargé de réaliser des fresques pour le grand amphithéâtre de l'école de chirurgie. Dans cet amphithéâtre, seules subsistent les inscriptions qui étaient sous les fresques à savoir, Ils étanchent le sang consacré à la défense de la patrie, La bienfaisance du Souverain hâte leurs progrès et récompense leur zèle et Ils tiennent des dieux les principes qu'ils nous ont transmis. En effet les fresques étant très abîmées, elles furent remplacées en 1864 par des tableaux de Matout qui furent eux-mêmes détruits dans un incendie en 1889.
Il réalise également deux fresques qui ornent les deux pavillons méridionaux de l'École militaire. Il décore l'église des Capucins de la Chaussée d'Antin ainsi que nombreux hôtels particuliers. Il réalise aussi de nombreux dessins : La Coalition et l'Unisson (BNF), Marie-Antoinette remettant le dauphin dans les mains de la France (Château de Versailles), les prêtresses nourrissant les chevaux d'Apollon (Musée du Louvre) et notamment un dessin de la Libertas Americana qui servit de modèle pour la réalisation de la fameuse médaille gravée par Augustin Dupré.

## Vie privée
Il se marie en 1789 avec Marie Marguerite Valiengo.

## Œuvres

### Dessins et tableaux
Ses principales œuvres sont les suivantes :
- Dessin pour célébrer l'indépendance américaine : le thème allégorique a été imaginé par Benjamin Franklin et traduit par Gibelin. Ce dessin réalisé en septembre 1782 représente Minerve figurant la France, debout, penchée vers l'avant tenant dans sa main droite une épée et portant de son bras gauche un bouclier décoré de fleurs de Lys ; elle repousse une lionne représentant la Grande-Bretagne afin de protéger l'enfant Hercule figurant les États-Unis. L'enfant étouffe deux serpents qui correspondent aux deux généraux anglais John Burgoyne vaincu à la bataille de Saratoga et Charles Cornwallis défait à la bataille de Yorktown. Ce dessin a servi de modèle pour réaliser d'abord une terre cuite qui se trouve au musée franco-américain du château de Blérancourt[4], puis une médaille gravée par Augustin Dupré[5] et réalisée par La Monnaie de Paris.
- Danse devant un temple, plume et encre noire, lavis gris, quelques touches de lavis rose, H. 0,256 ; L. 0,204 m[6]. Paris, Beaux-Arts de Paris[7]. L'indépendance artistique et la liberté de Gibelin s'expriment pleinement dans cette feuille. Ce dessin antique est un pur produit de son imagination, qu'il nous livre dans une expression originale et vivante. Les figures dansantes se dessinent à contre-jour, la lumière du feu projette des ombres qui s'étirent à l'avant-plan, un chien se faufile en courant parmi les jambes des comparses, ces idées singulières illustrent à merveille le "génie" de l'artiste.

Œuvres d'Esprit Antoine Gibelin
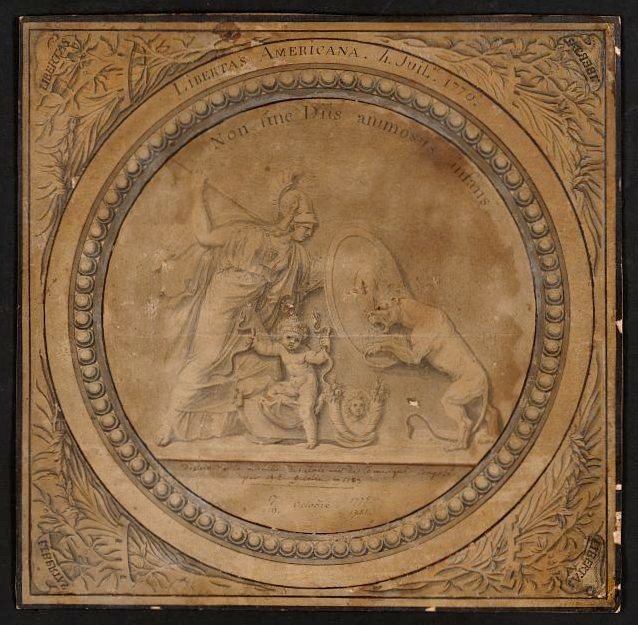
La Liberté de l'Amérique
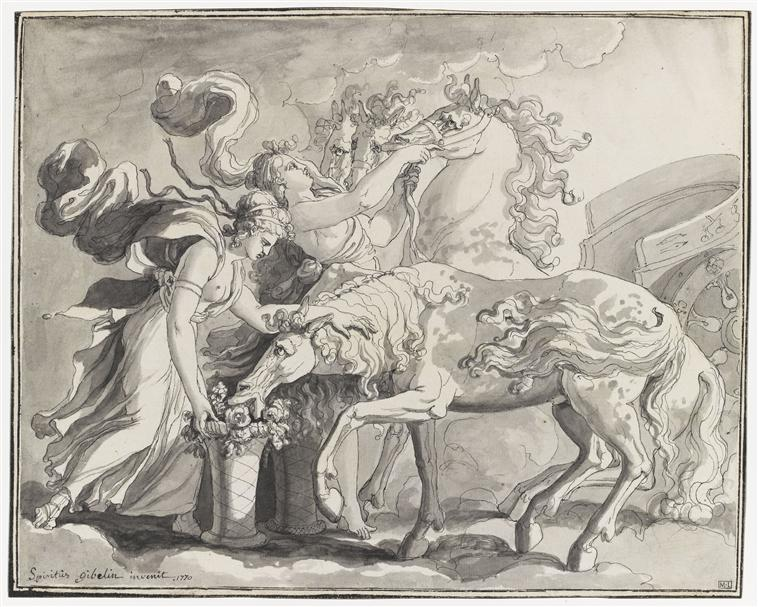
Prêtresses nourrissant les chevaux d'Apollon Musée du Louvre

### Ouvrages littéraires
Ses connaissances archéologiques et les études des monuments romains qu'il a pu réaliser au cours de son séjour en Italie, lui permettent d'écrire plusieurs ouvrages sur ce sujet :
- Lettres sur les tours antiques qu'on a démolies à Aix-en-Provence et sur les antiquités qu'elles renfermaient, Aix-en-Provence, B. Gibelin-David & T. Emeric-David, 1787, 34 p. (OCLC 421722676, BNF 16885264, lire en ligne)
- Observations critiques sur quelques notes, explications, opinions et jugements émis dans l'ouvrage de Millin intitulé : "Voyage dans les départements du midi de la France" : Lettre première relative au bas-relief antique conservé dans l'hôtel de ville d'Aix, aux mosaïques découvertes près des bains de Sextius et au groupe antique d'enfants trouvé à Vienne département de l'Isère, Marseille, Chardon, 1809, 22 p. (OCLC 457811340, lire en ligne)